# Mythologie der Zuñi
Die Zuñi sind ein Volksstamm der Pueblo-Indianer aus dem Südwesten von Amerika. Laut ihrer Weltentstehungssage stammen die ersten Menschen aus unterirdischen Höhlen, wohingegen die Welt von Unmengen an Wasser durchzogen und von Ungeheuern bevölkert war. Die heiligen Kinder der Sonne hatten jedoch Mitleid mit den Menschen und trockneten die Erde mit ihrer Hitze aus, so dass die Menschen die Erde bevölkern konnten.
Die Mythologie der Zuñi ist schwerpunktmäßig auf Naturgötter ausgerichtet, die den Ackerbau, das Wetter und die Gesundheit der Menschen beeinflussten. Viele böse Geister brachten Tod und Krankheit, während andere wieder gute Ernte, Gesundheit und gutes Wetter mit sich brachten. Insekten und Vögel sind im Gegensatz zu vielen anderen Mythologien sehr häufig vertreten, als Wesen, die gute oder schlechte Kunde bringen.
Die Zuni sind auch mit dem Christentum in Kontakt gekommen, was die Zunische Mythologie nachhaltig beeinflusst hat, so kann man häufig das christliche Kreuz, das die Zuni wiederum in eine Libelle umgedeutet haben, auch an Zuni-Schmuck ausfindig machen.

## Entstehung der Welt

### Nach Frank Cushing –The Genesis of the Worlds, Or the Beginning of Newness
Anfangs existierte nur Áwonawílona. Dieser Allvater, Schöpfer und Behälter allen Seins, verwandelte sich selbst in den Sonnenvater, Yatoka. Aus Nebelwolken entstanden die Großen Wasser, in denen sich die Erdmutter Áwitelin Tsíta und der Himmelsvater Ápoyan Ta'chu formten. Diese beiden zeugten alle Menschen und Lebewesen im viergeteilten Mutterleib der Welt.
Der Sonnenvater und die Erdmutter brachten dann die Zwillingskinder der Sonne zur Welt: die Brüder Ko’wituma und Wats’usi. Diese Zwillinge erhielten heiliges Wissen sowie Mützen, Bögen, Pfeile und Schilde, um über Menschen und Lebewesen als Zwillingskriegsgötter zu herrschen.
Sie stiegen in die erste Unterwelt hinab, Ánosin Téhuli, wo sie eine Leiter errichteten, über die einige Menschen und Wesen in die zweite Höhlenwelt, die Mooswelt K’ólin Téhuli, aufsteigen konnten. Erneut errichteten sie eine Leiter, die in die dritte Welt führte – die Schlammwelt Áwisho Téhuli – und schließlich in die vierte Höhlenwelt, die Flügelwelt Tépahaian Téhuli.
Hier lehrten die Zwillinge die Menschen, wie sie leben sollten, und forderten sie auf, den Sonnenvater zu suchen. Danach gelangten die Menschen in die Tageslichtwelt Ték’ohaian Úlahnane. Anfangs hatten sie schuppige Haut, sowie Schwimmhäute an Händen und Füßen, doch mit der Zeit gewöhnten sie sich an das Licht und begannen, sich mit Gürteln und Sandalen zu kleiden.:379–383:1–18

### Nach Ruth Benedict –The Emergence and Other Kachina Tales
Ursprünglich lebten die Menschen dicht gedrängt in völliger Dunkelheit in einer tief unter der Erde gelegenen Welt, der vierten Welt. Die Tageslichtwelt mit ihren Hügeln und Flüssen war damals noch unbewohnt. Áwonawílona, die Sonne und Schöpfergottheit, hatte Mitleid mit den Menschen. Seine beiden Söhne beschlossen, sie in die helle Welt zu führen.
Die beiden Brüder – menschenähnlich im Aussehen – fanden den Zugang zur vierten Welt im Südwesten. Doch sie mussten erst durch die erste, zweite und dritte Welt steigen, die jeweils dunkler wurden, bevor sie die überfüllte vierte Welt erreichten. Dort erkannten die Menschen die Brüder durch Berührung und nannten sie ihre Bogenpriester. Sie baten sie, sie in eine bessere Welt zu führen. Die Priester der Himmelsrichtungen – Norden, Westen, Süden und Osten – stimmten ebenfalls zu.
Zur Vorbereitung pflanzten die Söhne Áwonawílonas vier Samen, aus denen vier Bäume wuchsen: eine Kiefer, eine Fichte, eine Silberfichte und eine Zitterpappel. Die Bogenpriester fertigten aus jedem Baum einen Gebetsstab. Den ersten – aus Kiefer – steckten sie in die Erde, er wuchs schnell bis zur dritten Welt. Die Menschen nahmen all ihre Habseligkeiten und stiegen hinauf. Doch auch diese Welt war noch düster.
Nach vier Tagen stiegen sie mithilfe des Fichtenstabes weiter in die zweite Welt auf, und nach weiteren vier Tagen mit dem Silberfichtenstab in die erste Welt. Dort leuchtete erstmals ein rötliches Licht, wie bei Sonnenaufgang. Die Menschen sahen sich zum ersten Mal: Sie waren von Schleim bedeckt, hatten Schwimmhäute, Hörner, Schwänze – aber keine Münder oder After.
Am vierten Tag pflanzten die Bogenpriester den letzten Gebetsstab aus Zitterpappel. Mit Donner wuchs er zur Tageslichtwelt, und die Menschen stiegen ein letztes Mal hinauf. Dort zeigte man ihnen die Sonne – Áwonawílona – und sie weinten vor der Helligkeit. Aus ihren Tränen wuchsen Sonnenblumen.
Nach vier Tagen begannen die Menschen mit dem Leben in der neuen Welt. Die Bogenpriester pflanzten Mais-Fetische, die sofort wuchsen. Doch die Menschen konnten den Mais nur riechen, da sie keine Münder hatten. Nachts schnitten die Priester ihnen mit einem roten Wetzstein Münder. Tagsüber konnten sie essen, doch sie litten abends an Schmerzen – also schnitten ihnen die Priester in der nächsten Nacht mit einem rußgeschwärzten Stein After. Danach fühlten sie sich besser.
Dann versuchten sie, den Mais zu mahlen und zu verarbeiten, doch sie konnten ihn nicht mit ihren Händen reinigen. In der dritten Nacht schnitten die Priester Finger und Zehen. In der vierten Nacht nahmen sie schließlich den Menschen Hörner und Schwänze. Am Morgen erschraken sie zunächst, doch als die Sonne erschien, freuten sie sich über ihre neue Gestalt – nun waren sie bereit für das Leben in der Welt des Lichts.:1–5

## Kachina
Die Zuni wurden ermutigt, weiterhin nach der Mitte der Welt, Itiwana, zu suchen. Der Priester Ka'wimosa, der „Kachina-Schöpfer“, wurde gebeten, seinen ältesten Sohn Kiaklo nach Norden zu schicken, um die Suche fortzusetzen. Als man nichts von ihm hörte, schickte Ka'wimosa seine nächsten beiden Söhne, die Ánahoho áchi, nach Süden. Als auch sie verschwanden, wurden der jüngste Sohn Síweluhsiwa und die Tochter Síwiluhsitsa nach Osten entsandt.
Während ihrer Reise kam es zu einem inzestuösen Verhältnis, aus dem zehn Kinder hervorgingen: Das erste war ein Zwitterwesen, halb Mann, halb Frau; die anderen neun waren geschlechtslose Männer. Vater und Söhne wurden zu den Koyemshi, den Begleitern und Dolmetschern der Kachinas. Laut Cushing „benahmen sie sich einen Moment wie Narren, die Dummheiten sprachen, und im nächsten Moment sprachen sie weise Worte und Prophezeiungen der Ahnen.“
In der Zwischenzeit wollten die Zuni nicht länger auf Ka'wimosas Rückkehr warten. Sie teilten sich in drei Gruppen auf und setzten die Suche nach Itiwana unter der Führung der Geliebten Zwillinge fort. Die Bären- und Kranich-Clans stießen auf einen breiten Fluss, den sie zu überqueren versuchten. Während der Überquerung fielen viele ihrer Kinder ins Wasser und verwandelten sich in „Eidechsen, Frösche, Schildkröten und Molche“. Sie sanken in die Wasser des Koyemshi hinab und gelangten in das Reich der Geister, Hápanawan, sowie nach Kóthluwalawan, die Versammlungshalle der Götterpriester.
Diese Priester lehrten den Toten – darunter auch die Kinder – den Tanz des Guten, Kókokshi. Der Anführer von Kóthluwalawan, Páutiwa, erfuhr von Kiaklos Notlage durch die Ente (Duck) und schickte sie zusammen mit den Koyemshi, um Kiaklo in die Ratsversammlung zu bringen.
Begleitet von den Sálimopia (Regenpriester) und Shúlawitsi, dem kleinen Feuergott, betrat Kiaklo die Versammlungshalle voller Götter und Seelenwesen. Dort erfuhr er durch die Ente die Schöpfungsgeschichte. Danach nahm er an einem heiligen Tanz teil, bei dem auch die Kleinen (verstorbenen Kinder) anwesend waren.
Kiaklo erhielt den Auftrag, den Zuni die Bräuche und Rituale der Kachinas zu überbringen – die Worte der Götter. Dazu gehörten auch tröstende Botschaften an die Mütter der verlorenen Kinder und Anweisungen, wie die Toten einen Weg ins Jenseits finden.
Laut Ruth Bunzel (Introduction to Zuni Ceremonialism) ist die Kachina-Gesellschaft für die Durchführung der Rituale zuständig. Jungen werden bis zum 12. Lebensjahr in diese Gemeinschaft aufgenommen. Die verlorenen Kinder (die Koyemshi) unterrichteten die Zuni, ihre Kostüme, Kopfbedeckungen und Tänze nachzuahmen, wenn sie sie im Geiste besuchen würden.:49–70:390–415:15,32–40
Die Masken werden in einem Hinterzimmer ihres Besitzers aufbewahrt und erhalten täglich eine Speiseopfergabe. Diese Masken garantieren dem Besitzer den Eintritt in das Tanzhaus der Götter und werden vier Tage nach dessen Tod mit ihm begraben.

## Gestalten
- Achiyalatopa
- Amitolane
- Apoyan Tachi
- Awitelin Tsta
- Awonawilona
- Kokopelli
- Ololowishkya
- Paiyatamu
- Uhepono
- Yanauluha